# 祖孝孫
祖孝孫（562年—631年），字德懋，隋唐時期樂律學家。

## 生平
祖孝孫精曆算數學。隋初開皇年間任協律郎，參定雅樂、京房律法。曾向陳山陽太守毛爽學習“京房律法”。唐初任太常少卿，教宮女音樂。教得不好，宮女沒有長進，太宗責怪孝孫。王與溫彥博替祖孝孫辯解：“孝孫雅士，今乃令教宮人，更加譴責，毋乃非宜。”太宗更加生氣，王珪據理力爭。《新唐書》有傳。

## 家族
曾祖祖瑗，魏東魯二郡、鍾離侯。祖祖遵，魏衛将軍、右光禄大夫、淮川公。父祖崇儒，官至齊州長史。

## 延伸阅读
[在维基数据编辑]
 《舊唐書·卷79》，出自刘昫《舊唐書》